# Judith Dawes
Pour les articles homonymes, voir Dawes.
Judith M. Dawes est une physicienne australienne qui est professeure de physique à l'Université Macquarie. Elle étudie les interactions de la lumière à l'échelle nanométrique et les applications des lasers dans la détection. Elle est une ancienne présidente de l'Australian Optical Society et membre de la Society of Photo-Optical Instrumentation Engineers (SPIE) et de The Optical Society.

## Formation
Dawes a grandi dans une famille de scientifiques et s'est intéressée à la façon dont les atomes forment des molécules. Elle a étudié la chimie, la physique et les mathématiques à l'Université de Sydney. Elle a été boursière de la Fondation Rotary International à l'Université de Rochester. Elle a obtenu son doctorat en 1988,. Elle a rejoint la Société américaine de physique et l'Optical Society of America en tant qu'étudiante en 1984. Dawes s'est jointe à l'Université de Toronto en tant que chercheuse postdoctorale et a déménagé à l'Université Macquarie en 1991.

## Recherche et carrière
Dawes est devenue maître de conférences à l'Université Macquarie en 1995. Elle a été promue professeure agrégée en 2001 et professeure en 2016. Dawes est la directrice du centre de recherche de photonique de MQ, un centre de recherche d'université de Macquarie pour l'optique et la photonique. Ses recherches portent sur la caractérisation de l'absorption et de l'émission dans les cristaux photoniques3D appelés opales. Dans ces cristaux, la lumière visible ne peut pas traverser de grandes épaisseurs, ce qui est à la base de la bande interdite optique. Dawes a développé le cadre pour créer et caractériser des opales, des opales inverses et des opales qui incluent des guides d'ondes pour les dispositifs photoniques. Dawes utilise les guides d'ondes pour les mesures pompe-sonde, dans le but de fabriquer des amplificateurs optiques efficaces pour les puces photoniques. Elle a également démontré que les opales métalliques pouvaient être utilisées pour la nanoplasmonique. Elle a utilisé l'auto-assemblage pour encourager la fabrication d'opales de grande surface sans fissures. Ces fissures apparaissent lors du recuit et peuvent être éliminées à l'aide d'un mécanisme de croissance bi-capillaire pour favoriser la croissance indépendamment de l'évaporation du solvant.
Les cristaux photoniques développés par Dawes peuvent inclure des émetteurs optiques d'ions de terres rares et des nanodiamants (en) qui incluent des centres de couleur. En général, Dawes crée les opales par auto-assemblage, en commençant par une suspension de polystyrène ou de microsphère de silice. Il est important que les microsphères de silice soient monodispersées (en), et ceci est réalisé lors de la synthèse Stober. Pour fabriquer des opales inverses, Dawes crée des opales en polystyrène, puis les infiltre à l'aide de sol-gelde silice. Les structures restantes sont cuites à haute température pour éliminer les traces de polystyrène. En revêtant la microsphère d'un matériau à indice de réfraction élevé, l'argent à vie et en permettant aux sphères revêtues de s'auto-assembler en une opale, permet de générer une opale à bande interdite complète. Pour établir l'impact des environnements périodiques sur les profils d'émission des centres lacune-azotedans les nanodiamants, Dawes les a déposés sur les surfaces de ses opales fabriquées,. Les placer dans ces environnements périodiques, ou doper les opales avec des nanodiamants, diminue la durée de vie des espèces émettrices jusqu'à ce qu'elles deviennent des sources de photons uniques (en). Elle a découvert que la variance de la durée de vie est réduite pour les centres de manque d'azote, ce qui n'est pas lié à la taille des particules de nanodiamant. La durée de vie de ces espèces semble dépendre de la courbure du substrat.
Dawes était chercheuse en chef au Centre pour les dispositifs à très haute bande passante pour les systèmes optiques (en) (Centre for Ultrahigh Bandwidth Devices for Optical Systems, CUDOS) du Conseil australien de la recherche. Dans son rôle à CUDOS, elle a travaillé avec le chapitre étudiant de la Optical Society pour développer des activités de sensibilisation afin de partager leur travail en photonique avec le grand public. Cela comprenait un simulateur photonique, qui a été développé pour aider les élèves à construire et à communiquer à l'aide de réseaux optiques, un labyrinthe laser et une série de programmes pour les élèves du secondaire,,,.
Dawes a développé Yb:YAB, un nouveau matériau laser. Elle a également travaillé sur une nouvelle soudure protéique durcie au laser pour la microchirurgie, ainsi que sur des guides d'ondes à couche mince développés par épitaxie en phase liquide.

## Activités universitaires
Dawes préside le comité Women in STEM de la faculté des sciences et de l'ingénierie de l'Université Macquarie, est membre élue du Sénat de l'Université et a été élue à l'exécutif de Science and Technology Australia,. Elle a été présidente de la Société australienne d'optique en 2010-2012, et a été cheffe du département de physique et d'astronomie de 2013 à 2015. En 2018, Dawes a été nommée Fellow de la Society of Photo-Optical Instrumentation Engineers (SPIE), et en 2019 Fellow de l'Optical Society. Elle a figuré dans le planificateur SPIE Women in Optics.

## Publications (sélection)
- (en) Judith Dawes, « Ytterbium-doped silica fiber lasers: versatile sources for the 1-1.2 /spl mu/m region », IEEE Journal of Selected Topics in Quantum Electronics, vol. 1,‎ 1995 (DOI 10.1109/2944.468377, lire en ligne).
- (en) Judith Dawes, « Single-nanocrystal sensitivity achieved by enhanced upconversion luminescence », Nature Photonics, vol. 8, no 10,‎ 2013, p. 729–734 (PMID 23995455, DOI 10.1038/nnano.2013.171, Bibcode 2013NatNa...8..729Z).
- (en) Judith Dawes, « Upconversion luminescence with tunable lifetime in NaYF4:Yb,Er nanocrystals: role of nanocrystal size », Nanoscale, vol. 5, no 3,‎ 2013, p. 944–952 (PMID 23223581, DOI 10.1039/C2NR32482B, Bibcode 2013Nanos...5..944Z, lire en ligne).